# モドリン要塞
モドリン要塞（モドリンようさい、英語：Modlin Fortress、ポーランド語：Twierdza Modlin）とは、ポーランドのワルシャワから北へ約50キロにあるモドリンに築かれた19世紀最大級の要塞である。フランス第一帝政によって1806年から1812年にかけて建造され、複合施設内の主要兵舎は建造物としてもヨーロッパ最長の2250メートルにおよぶ。ロシア帝国の支配時にはノヴォグルジエフスク（Novogeorgievsk）要塞と改名された。

## 立憲王国時代
1815年、当時ロシア帝国の一部でありながら自治権と独自の軍事力を有していたポーランド立憲王国にてモドリン要塞は発見された。それはポーランドとロシアの軍隊により管理されていたが脆弱であり、新たな建設工事はほとんど実施されなかった。ポーランドがロシアに反旗を翻した1830年の11月蜂起の際には、ポーランド軍によって要塞防衛が準備されたがロシア側がこれを襲撃することはなかった。1831年9月、要塞は蜂起の期間中にポーランド軍が支配していた最後の砦のひとつとして降伏した。

## ドイツによる占領

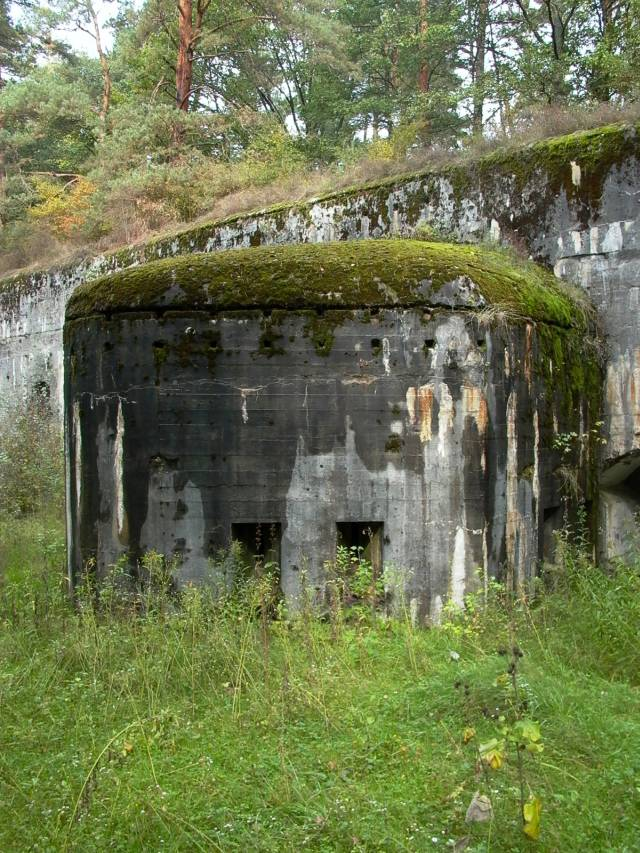
Fort XV, 1912〜15年に建設された部分のひとつであり、第一次大戦中の激戦地

第一次世界大戦中の1915年の夏、ロシアはポーランドにおけるドイツ帝国の侵攻に苦戦しており、ポーランドをドイツに明け渡すか退却せずに踏み留まるかの現実に直面していた。退却した場合に問題となるのは要塞の放棄、特にノヴォグルジエフスク要塞であったが、要塞は「ポーランドにおけるロシア支配の象徴」とみなされていた。撤退することは、連合国が勝てば領土交渉能力が低下するというポーランドの放棄を意味していた。
ポーランド管区のミハイル・アレクセーエフ司令官は、要塞防衛は罠であり難攻不落というのは幻想に過ぎないことを認識していたが、上官に煽られて守備隊を要塞防衛のために残した。彼が割くことのできた戦力は第2シベリア師団、第58師団、第63師団の残存兵であった。
一方、要塞を奪取するためにドイツ側は大戦初期におけるアントワープ攻囲戦の功労者であったHans Hartwig von Beseler将軍を派遣した。彼の軍は運良く作戦初日で要塞の技術主任を捕えることに成功し、ノヴォグルジエフスク攻囲戦はわずか数日で終了した。陥落時のドイツ軍は1600丁の銃と約100万発の弾薬を鹵獲した。

## 第一次世界大戦後
第一次大戦後のモドリンはポーランド第二共和国の一部となり、要塞は対戦車兵器や対空兵器、掩体壕などとともに近代化された。その主目的は北からの敵襲よりワルシャワを防衛することにあった。要塞は兵舎や下士官のための軍学校と士官学校、技術者の訓練センターまで併設されていた。
1939年のドイツ国防軍によるポーランド侵攻の際にはモドリンの戦いの舞台となった。Wiktor Thommée准将はワルシャワへの帰投に失敗した後の要塞にてŁódź Armyを創設し、それは最後に降伏したポーランドの部隊となった。

## 現在
要塞の一部は観光客向けに開放されているが、ポーランド軍がこの地域にいまだ多くの軍事施設を保有しているため立ち入りできない施設もある。いくつかの放棄された基地は管理されずにひどく劣化しており、スクラップのために多くの金属が略奪されている。この地域にはかつて軍用飛行場であったワルシャワ・モドリン空港も位置しており、2012年6月にワルシャワ第2の民間空港として開港した。要塞が5年間市場に出された後の2013年には個人投資家へと売却されたが、主な特徴であるTatarタワーやホワイトタワーは一般公開のために保存される。